# Vas limfàtic
Els vasos limfàtics condueixen la limfa a les venes. És una part del sistema limfàtic.
S'originen quan s'ajunten amb capil·lars limfàtics i formen vasos més grans, semblants a les venes, que presenten a l'interior vàlvules per impedir que la limfa torni. Desemboquen en diferents llocs del sistema circulatori sanguini, al qual retornen l'aigua i els líquids que sobren.